# Toveren (K3)
Toveren is een single van de meidengroep K3, uitgekomen op 28 maart 2002, en tevens een jingle van Studio 100. Het liedje komt uit Doornroosje, de musical waarin de meisjes de drie goede feeën vertolkten.
De single bleef 15 weken in de Belgische Ultratop 50 staan en behaalde als hoogste positie nummer 3. In de Nederlandse Single Top 100 bleef het lied 20 weken staan. Er bestaat van dit lied ook een versie voor de musical, ook weer gezongen door K3.

## Tracklist
1. Toveren (3:08)
2. Toveren (Instrumentaal) (3:08)

## Hitnotering

### Nederlandse Top 40
| Hitnotering: week 15 t/m 25 in 2002 | Hitnotering: week 15 t/m 25 in 2002 | Hitnotering: week 15 t/m 25 in 2002 | Hitnotering: week 15 t/m 25 in 2002 | Hitnotering: week 15 t/m 25 in 2002 | Hitnotering: week 15 t/m 25 in 2002 | Hitnotering: week 15 t/m 25 in 2002 | Hitnotering: week 15 t/m 25 in 2002 | Hitnotering: week 15 t/m 25 in 2002 | Hitnotering: week 15 t/m 25 in 2002 | Hitnotering: week 15 t/m 25 in 2002 | Hitnotering: week 15 t/m 25 in 2002 | Hitnotering: week 15 t/m 25 in 2002 |
| Week:                               | 1                                   | 2                                   | 3                                   | 4                                   | 5                                   | 6                                   | 7                                   | 8                                   | 9                                   | 10                                  | 11                                  |                                     |
| ----------------------------------- | ----------------------------------- | ----------------------------------- | ----------------------------------- | ----------------------------------- | ----------------------------------- | ----------------------------------- | ----------------------------------- | ----------------------------------- | ----------------------------------- | ----------------------------------- | ----------------------------------- | ----------------------------------- |
| Positie:                            | 29                                  | 4                                   | 4                                   | 3                                   | 4                                   | 6                                   | 9                                   | 14                                  | 17                                  | 19                                  | 30                                  | uit                                 |

### NederlandseSingle Top 100
| Toveren in de Single Top 100 - binnen: 06-04-2002/Laatste notering 17-08-2002 | Toveren in de Single Top 100 - binnen: 06-04-2002/Laatste notering 17-08-2002 | Toveren in de Single Top 100 - binnen: 06-04-2002/Laatste notering 17-08-2002 | Toveren in de Single Top 100 - binnen: 06-04-2002/Laatste notering 17-08-2002 | Toveren in de Single Top 100 - binnen: 06-04-2002/Laatste notering 17-08-2002 | Toveren in de Single Top 100 - binnen: 06-04-2002/Laatste notering 17-08-2002 | Toveren in de Single Top 100 - binnen: 06-04-2002/Laatste notering 17-08-2002 | Toveren in de Single Top 100 - binnen: 06-04-2002/Laatste notering 17-08-2002 | Toveren in de Single Top 100 - binnen: 06-04-2002/Laatste notering 17-08-2002 | Toveren in de Single Top 100 - binnen: 06-04-2002/Laatste notering 17-08-2002 | Toveren in de Single Top 100 - binnen: 06-04-2002/Laatste notering 17-08-2002 | Toveren in de Single Top 100 - binnen: 06-04-2002/Laatste notering 17-08-2002 | Toveren in de Single Top 100 - binnen: 06-04-2002/Laatste notering 17-08-2002 | Toveren in de Single Top 100 - binnen: 06-04-2002/Laatste notering 17-08-2002 | Toveren in de Single Top 100 - binnen: 06-04-2002/Laatste notering 17-08-2002 | Toveren in de Single Top 100 - binnen: 06-04-2002/Laatste notering 17-08-2002 | Toveren in de Single Top 100 - binnen: 06-04-2002/Laatste notering 17-08-2002 | Toveren in de Single Top 100 - binnen: 06-04-2002/Laatste notering 17-08-2002 | Toveren in de Single Top 100 - binnen: 06-04-2002/Laatste notering 17-08-2002 | Toveren in de Single Top 100 - binnen: 06-04-2002/Laatste notering 17-08-2002 | Toveren in de Single Top 100 - binnen: 06-04-2002/Laatste notering 17-08-2002 | Toveren in de Single Top 100 - binnen: 06-04-2002/Laatste notering 17-08-2002 |
| Week                                                                          | 1                                                                             | 2                                                                             | 3                                                                             | 4                                                                             | 5                                                                             | 6                                                                             | 7                                                                             | 8                                                                             | 9                                                                             | 10                                                                            | 11                                                                            | 12                                                                            | 13                                                                            | 14                                                                            | 15                                                                            | 16                                                                            | 17                                                                            | 18                                                                            | 19                                                                            | 20                                                                            |                                                                               |
| ----------------------------------------------------------------------------- | ----------------------------------------------------------------------------- | ----------------------------------------------------------------------------- | ----------------------------------------------------------------------------- | ----------------------------------------------------------------------------- | ----------------------------------------------------------------------------- | ----------------------------------------------------------------------------- | ----------------------------------------------------------------------------- | ----------------------------------------------------------------------------- | ----------------------------------------------------------------------------- | ----------------------------------------------------------------------------- | ----------------------------------------------------------------------------- | ----------------------------------------------------------------------------- | ----------------------------------------------------------------------------- | ----------------------------------------------------------------------------- | ----------------------------------------------------------------------------- | ----------------------------------------------------------------------------- | ----------------------------------------------------------------------------- | ----------------------------------------------------------------------------- | ----------------------------------------------------------------------------- | ----------------------------------------------------------------------------- | ----------------------------------------------------------------------------- |
| Nummer                                                                        | 55                                                                            | 19                                                                            | 3                                                                             | 2                                                                             | 2                                                                             | 1                                                                             | 3                                                                             | 6                                                                             | 6                                                                             | 8                                                                             | 10                                                                            | 14                                                                            | 20                                                                            | 23                                                                            | 31                                                                            | 30                                                                            | 35                                                                            | 46                                                                            | 60                                                                            | 72                                                                            | uit                                                                           |

### Vlaamse Ultratop 50
| Toveren in de Ultratop 50 - binnen: 23-02-2002/Laatste notering 01-06-2002 | Toveren in de Ultratop 50 - binnen: 23-02-2002/Laatste notering 01-06-2002 | Toveren in de Ultratop 50 - binnen: 23-02-2002/Laatste notering 01-06-2002 | Toveren in de Ultratop 50 - binnen: 23-02-2002/Laatste notering 01-06-2002 | Toveren in de Ultratop 50 - binnen: 23-02-2002/Laatste notering 01-06-2002 | Toveren in de Ultratop 50 - binnen: 23-02-2002/Laatste notering 01-06-2002 | Toveren in de Ultratop 50 - binnen: 23-02-2002/Laatste notering 01-06-2002 | Toveren in de Ultratop 50 - binnen: 23-02-2002/Laatste notering 01-06-2002 | Toveren in de Ultratop 50 - binnen: 23-02-2002/Laatste notering 01-06-2002 | Toveren in de Ultratop 50 - binnen: 23-02-2002/Laatste notering 01-06-2002 | Toveren in de Ultratop 50 - binnen: 23-02-2002/Laatste notering 01-06-2002 | Toveren in de Ultratop 50 - binnen: 23-02-2002/Laatste notering 01-06-2002 | Toveren in de Ultratop 50 - binnen: 23-02-2002/Laatste notering 01-06-2002 | Toveren in de Ultratop 50 - binnen: 23-02-2002/Laatste notering 01-06-2002 | Toveren in de Ultratop 50 - binnen: 23-02-2002/Laatste notering 01-06-2002 | Toveren in de Ultratop 50 - binnen: 23-02-2002/Laatste notering 01-06-2002 | Toveren in de Ultratop 50 - binnen: 23-02-2002/Laatste notering 01-06-2002 |
| Week                                                                       | 1                                                                          | 2                                                                          | 3                                                                          | 4                                                                          | 5                                                                          | 6                                                                          | 7                                                                          | 8                                                                          | 9                                                                          | 10                                                                         | 11                                                                         | 12                                                                         | 13                                                                         | 14                                                                         | 15                                                                         |                                                                            |
| -------------------------------------------------------------------------- | -------------------------------------------------------------------------- | -------------------------------------------------------------------------- | -------------------------------------------------------------------------- | -------------------------------------------------------------------------- | -------------------------------------------------------------------------- | -------------------------------------------------------------------------- | -------------------------------------------------------------------------- | -------------------------------------------------------------------------- | -------------------------------------------------------------------------- | -------------------------------------------------------------------------- | -------------------------------------------------------------------------- | -------------------------------------------------------------------------- | -------------------------------------------------------------------------- | -------------------------------------------------------------------------- | -------------------------------------------------------------------------- | -------------------------------------------------------------------------- |
| Nummer                                                                     | 30                                                                         | 8                                                                          | 4                                                                          | 3                                                                          | 5                                                                          | 5                                                                          | 4                                                                          | 5                                                                          | 10                                                                         | 12                                                                         | 15                                                                         | 14                                                                         | 18                                                                         | 27                                                                         | 43                                                                         | uit                                                                        |